# Front de Transbaïkalie
Le front de Transbaïkalie (en russe : Забайкальский фронт) était une formation majeure de l'Armée rouge pendant la Seconde Guerre mondiale. Il a été formé le 15 septembre 1941 sur la base du district militaire de Transbaïkalie.

## Invasion soviétique de la Mandchourie
Le front de Transbaïkalie, sous le commandement de Rodion Malinovsky participe à l'invasion de la Mandchourie en août 1945. Après avoir dans un premier temps traversé les steppes arides de la Mongolie intérieure et percé la frontière fortifiée de Kalgan, le front de Transbaïkalie avec l'aide de l'armée populaire Mongole va défaire la 44e, 30e armée japonaise ainsi qu'une partie de l'armée japonaise du Guandong et le groupe armée du Suiyuan. Le 19 août après avoir franchi les montagnes du Grand Khingan, le groupe armé atteint les villes de Kalgan (aujourd'hui Zhangjiakou), Chengde, Chifeng Mukden, Changchun and Qiqihar.
Au même moment, Mengjiang est envahi par l'Armée rouge et ses alliés mongols, avec la prise rapide de Guihua. L'empereur du Mandchoukouo (et ex-empereur de la Chine), Puyi, est capturé par l'Armée soviétique et envoyés à Tchita.
Après le cessez-le-feu de l'armée japonaise le front de Transbaïkalie est engagé dans des opérations de désarmement et de dissolution des groupes armées ennemies.
Le 9 octobre 1945, après la fin des opérations, le front de Transbaïkalie est dissous et réorganisé dans le district militaire de Transbaïkalie et les unités Mongoles retournent au sein de l'armée populaire Mongole.

## Composition
Initialement :
- 17e armée
- 36e armée

À partir de 1942 :
- La 12e armée de l'air (ru) (1er août 1942)
- Armée de défense aérienne de Transbaïkalie (30 avril 1945)
- 53e (20 juin 1945)
- 53e armée (1er juillet 1945)
- 6e armée blindée de la Garde (1er juillet 1945)
- Groupe de cavalerie mécanisée de la République populaire mongole sous le commandement d'Issa Pliyev (5 juillet 1945)

Pendant la Seconde Guerre mondiale le front de Transbaïkalie a envoyé sur le front soviéto-japonais, 16 divisions (11 divisions d'infanterie, 1 division de cavalerie, 3 divisions de chars, et 1 division d'infanterie motorisée) et deux brigades (d'infanterie et d'artillerie). Ce qui représente un total d'environ 300 000 hommes, plus de 2 000 canons et mortiers et plus de 1 400 chars.

## Commandants en chef du front
Commandants :  
- Lieutenant-général (Colonel-général à partir de mai 1943) Mikhail Kovalyov (juillet 1941 à juillet 1945)
- Maréchal de l'Union soviétique Rodion Malinovsky (juillet 1945 à octobre 1945)

Les membres du Conseil militaire :  
- Commissaire de corps (Lieutenant-général à partir de décembre 1942) Zimin (septembre 1941 à juillet 1944)
- Major-général Sorokin (Juillet 1944 à juillet 1945)
- Le lieutenant-général Tevchenkov (juillet à octobre 1945).

Chef d'état-major :  
- Le lieutenant-général Yefim Trotsenko (en) (septembre 1941 à juillet 1945)
- Général de l'armée Matveï Zakharov (juillet à septembre 1945).